# مايسي بيترز
مايسي هانا بيترز (من مواليد 28 مايو 2000) هي موسيقية إنجليزية من برايتون ، إنجلترا. هي مغنية وكاتبة أغاني بوب بدأت حياتها المهنية بنشر الأغاني على حسابها على يوتيوب في أغسطس 2015.

## ديسكغرفي

### ألبومات مطولة
| عنوان                             | تفاصيل الألبوم                                                                                           |
| يرتدون ملابس لطيفة للغاية لسترة   | - تاريخ الصدور: 1 نوفمبر 2018 - التسمية: سجلات المحيط الأطلسي في المملكة المتحدة - التنسيقات: تنزيل رقمي |
| إنه سريرك يا عزيزتي ، إنها جنازتك | - تاريخ الصدور: 3 أكتوبر 2019 - التسمية: سجلات المحيط الأطلسي في المملكة المتحدة - التنسيقات: تنزيل رقمي |